# I Got You Babe
«I Got You Babe» (en español: «te tengo, cielo») es la canción que llevó al estrellato al dúo de pop estadounidense Sonny & Cher en el año 1965. Cuya canción marcó el récords tras haber estado 6 semanas en el Billboard hot 100.
Compuesta por Salvatore Phillip Bono (Sonny Bono) y cantada a dúo con su esposa, supuso su lanzamiento a nivel internacional y su confirmación como estrellas de la música en EE.UU. y el mundo.
La canción fue reinterpretada en multitud de ocasiones por la pareja, su última interpretación de la misma fue en el año 1987 en el programa de David Letterman, fue la última aparición conjunta de la pareja separada desde 1974.
Esta canción aparece en el número 444 de las 500 mejores canciones de todos los tiempos según la revista Rolling Stone.[cita requerida]
Posteriormente Cher realizó un versión de la misma en compañía de los dibujos animados Beavis and Butt-Head. Destacable es también la versión de 1985 realizada a dúo entre Chrissie Hynde y UB40.
En el año 2003 Cher en compañía de Michael Stipe, líder de R.E.M. reinterpretó la canción, y fue la única vez que lo hizo sin su exmarido, según las propias palabras de Cher.
La canción fue usada en la película Groundhog Day, comedia dirigida por Harold Ramis y estrenada en 1993.[cita requerida]
- Datos: Q979584